# Paolo Trianni
Paolo Trianni (Pisa, 2 luglio 1968) è un teologo e indologo italiano.

## Biografia
Nato a Pisa il 2 luglio 1968, si è trasferito a Roma nel 1998 dove ha terminato gli studi di filosofia e teologia. È professore associato alla Pontificia Università Gregoriana di Roma, ed insegna al Pontificio Ateneo Sant’Anselmo e all’Università di Trento.

## Pensiero
Nel contesto pluralista e secolare della post modernità, Trianni ritiene che il cristianesimo si possa rinnovare seguendo sei direttrici o istanze: l’apertura filosofica alla cultura indiana; l’impegno nel dialogo interreligioso esperienziale e teologico-comparativo; l’assunzione di una sensibilità gandhiana così come è stata interpretata da Lanza del Vasto, operando una svolta ecologica e vegetariana e assumendo la visione cosmologica di Teilhard de Chardin. Per quanto riguarda l’apertura filosofica all’India, Trianni assume come principio guida del suo lavoro Fides et Ratio, nella quale Giovanni Paolo II invitava a ripensare il cristianesimo alla luce del pensiero indiano. In questo ambito si è occupato soprattutto di quegli autori che egli ha ricondotto a quella che ha definito “Scuola Teologica di Shantivanam” (Jules Monchanin, Henri Le Saux, Bede Griffiths, Raimon Panikkar).
Sul piano teologico, Trianni si è impegnato nel rinnovamento dell’ecclesiologia e della spiritualità scrivendo dei saggi che mettono a fuoco il tema “degli “stati di vita”, la “mistica comparata”, la “teologia spirituale” e la “teologia sapienziale”. Più di recente ha analizzato l’opera artistica e la ricerca spirituale di Franco Battiato e Juri Camisasca.

## Opere
- Il monachesimo non cristiano, Edizioni Abbazia di Seregno, Seregno (MI) 2008.
- La filosofia di Lanza del Vasto. Un ponte tra Oriente ed Occidente, Jaca Book, Milano 2009 (con A. Drago).
- Teologia dell’esperienza, Nuova Cultura, Roma 2010 (con G. Salmeri e D. Bertini).
- Henri Le Saux (Swami Abhishiktânanda.) Un incontro con l'India, Jaca Book, Milano 2011.
- Il Cristo di tutti. Teilhard de Chardin e le religioni, Studium, Roma 2012
- Henri Le Saux. Monaco, mistico e profeta del dialogo con l'induismo, Cittadella Editrice, Assisi 2012.
- Nella caverna del cuore. L'itinerario mistico di Dom Henri Le Saux in India, Numero unico, «Rivista di Ascetica e mistica» 1 (2013) (con M. Vannini).
- Ma di' soltanto una parola: economia, ecologia, speranza per i nostri giorni, EDUcatt, Milano 2013 (con E. Garlaschelli e G. Salmeri).
- L'Advaita e Cristo. Dom Henri Le Saux (swami Abhishiktananda) un monaco in dialogo con la mistica dell'India, Studium, Roma 2013 (con W. Skudlarek).
- Raimon Panikkar. Filosofo e teologo del dialogo, Aracne Editrice, Roma 2013 (con E. Baccarini e C. Torrero).
- Il diritto alla libertà religiosa. Alle fonti di Dignitatis humanae, Lateran University Press, Roma 2014.
- Il grido della creazione. Spunti biblici e teologici per un'etica cristiana vegetariana, Lindau, Torino 2015 (con G. Bormolini e L. Lorenzetti).
- Lanza del Vasto. Filosofo, teologo e nonviolento cristiano. Uno sguardo critico sull'opera omnia, Arcane, Roma 2015 (con A. Bongiovanni).
- Religioni e conflitti, Aracne, Roma 2015 (con R. Cipriani e T. Doni).
- Nostra Aetate. Alle radici del dialogo interreligioso, Lateran University Press, Roma 2016.
- Lanza del Vasto Fondatore dell'Arca - interprete teologico di Gandhi, Focus «Urbaniana University Journal» 1 (2016).
- Lanza del Vasto. L'opera poetica, Numero unico, «Rivista di Ascetica e mistica» 2 (2016).
- Philosofia Phacis. Filosofia e spiritualità dopo Raimon Panikkar 2016 (on line “Dialeghestai” https://mondodomani.org/dialegesthai/articoli/tag:panikkar/ (con C. Torrero).
- Per un vegetarianesimo cristiano, EMP, Padova 2017
- La terra come casa comune. Crisi ecologica ed etica ambientale, EDB, Bolgna 2017 (con J. Moltmann e P. Stefani).
- Sempre proteso verso Cristo. La teologia nell'inquieto viaggio spirituale di Thomas Merton, Nerbini, Firenze 2017 (con B. Sawicki e M. Zaninelli).
- Teologia spirituale, EDB, Bologna 2018.
- Commentario ai documenti del Vaticano II. 6 Nostra Aetate, Edizioni Dehoniane Bologna 2018 (con M. Gronchi).
- Teilhard de Chardin. Una rivoluzione teologica, EMP, Padova 2018.
- Dialogo, EMP, Padova 2018.
- Monasticism&Economy. Rediscovering an approach to work and poverty, 2016, Studia Anselmiana, Roma 2019 (con B. Sawicki, T. Quartier, I. Jonveaux).
- Il personalismo. Numero unico, «Nuovo Giornale di Filosofia» 10 (2019) (con D. Bondi e G. Mura).
- Teilhard de Chardin: la teologia evolutiva del “muovere verso” tra scienza mistica e filosofia, Studium, Roma 2020 (con L. Galleni).
- Religioni in Asia. Uno sguardo contestuale, GBPress, Roma 2021 (con L. Basanese).
- Stati di vita, Cittadella Editrice, Assisi 2021.